# Paragem de Arneiro
A Paragem de Arneiro foi uma gare do Ramal da Lousã, que servia a zona de Arneiro, no Distrito de Coimbra, em Portugal.

## Descrição
O abrigo de plataforma situava-se do lado nordeste da via (lado esquerdo do sentido ascendente, a Serpins).

## História
Este apeadeiro situava-se no troço entre as estações de Coimbra e Lousã do Ramal da Lousã, que abriu à exploração no dia 16 de Dezembro de 1906, pela Companhia Real dos Caminhos de Ferro Portugueses.
Figura no mapa oficial de 1985, mas já não no de 2001.